# Fuck

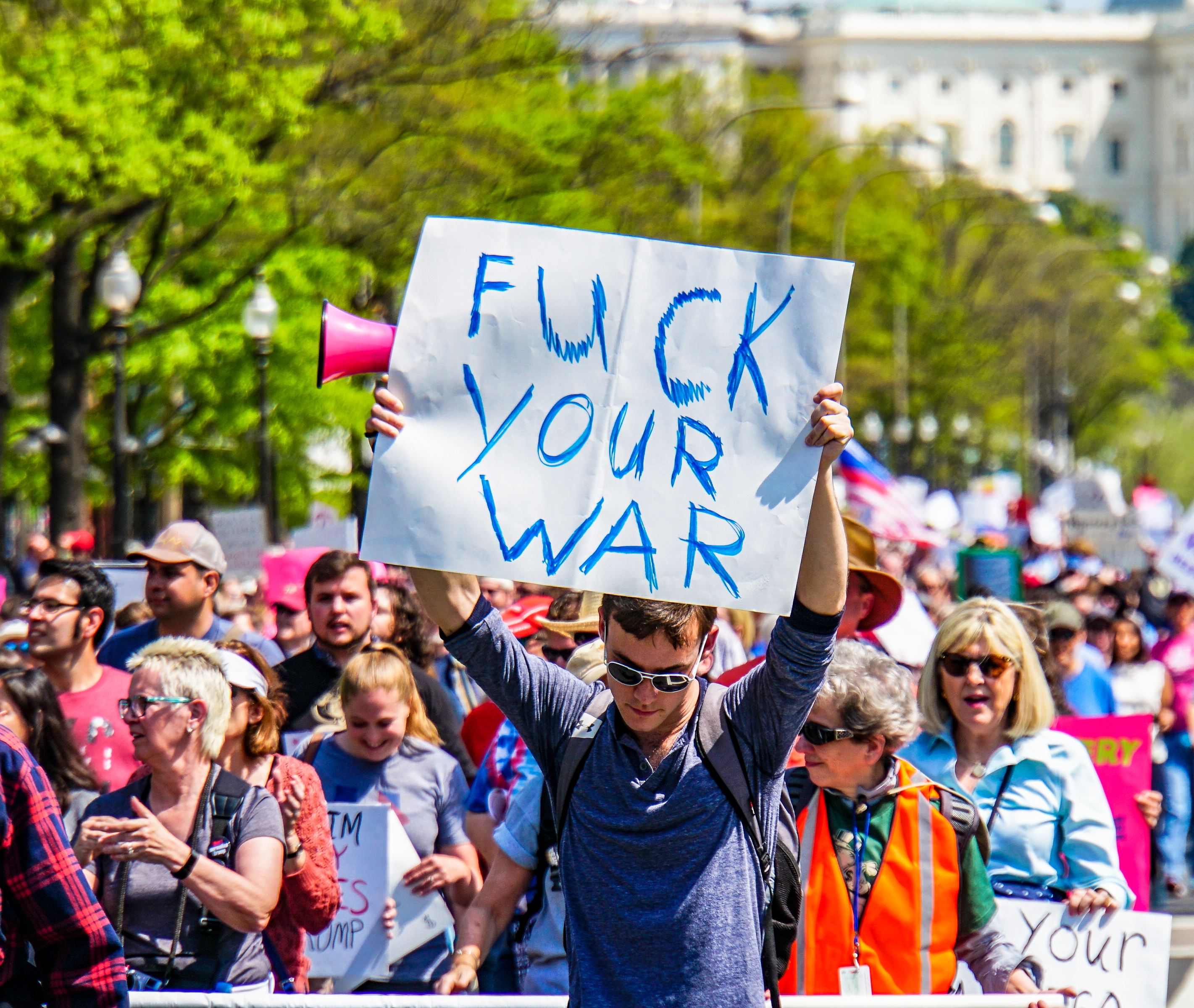
Manifestante con un cartello riportante la scritta "Fanculo la vostra guerra".

Fuck (IPA /fʌk/, letteralmente "fottere", "scopare"; equivalente in alcuni contesti anche alle esclamazioni "cazzo!" e "vaffanculo!") è una parola del registro colloquiale basso in lingua inglese.

## Uso nel linguaggio comune
La parola fuck indica l'atto del rapporto sessuale ed è comunemente usata come intercalare, interiezione o espressione di disprezzo. Nell'uso moderno, il termine fuck e i suoi derivati (come fucker e fucking) hanno secondo i casi valore di sostantivo, verbo transitivo e intransitivo, aggettivo, interiezione e avverbio. Molte frasi comuni impiegano il termine, così come i composti che lo incorporano, quali motherfucker, fuckwit e fucknut. Il linguista Geoffrey Hughes indica otto modi diversi per utilizzare il termine. Ad esempio, è traducibile in "(che tu sia) maledetto" ("fuck you!") o in "fottiti" ("You fucker"). La sua volgarità contribuisce anche al suo senso per lo più figurativo, sebbene la parola stessa sia usata nel suo senso letterale per riferirsi al rapporto sessuale, il suo uso più comune è figurativo -  per offendere o scioccare l'ascoltatore.

## Etimologia

### Origine germanica
Di origine oscura, si ritiene attestata nella lingua inglese per la prima volta nel poemetto satirico Flen flyys, scritto da un anonimo intorno al 1475. La parola "fuck" ha probabili parentele con altri termini germanici, come il tedesco "ficken" ("scopare"); l'olandese "fokken" ("allevare", "generare"); il norvegese dialettale "fukka" ("copulare") e il dialettale svedese "focka" ("colpire", "copulare") e "fock" (pene). Questo fa supporre che essa derivi dalla parola proto-germanica "fuk", che avrebbe una radice indoeuropea significante "colpire" e che sarebbe affine a parole non germaniche come il latino "pugno" ("io combatto") o "pugnus" ("colpo"). Per applicazione della legge di Grimm, questa ipotetica radice ha la forma "*pug-". C'è una teoria secondo cui "fuck" sia probabilmente derivata da radici fiamminghe, tedesche o olandesi, e che quindi non derivi dall'inglese antico.

### Origine romanza
Potrebbe esserci un'affinità con il latino "futuere" ("futuo"), un verbo con quasi esattamente lo stesso significato del verbo inglese "to fuck". Da fūtuere arrivarono il francese "foutre", il catalano "fotre", l'italiano "fottere", il rumeno "a fute", lo spagnolo “follar” e lo spagnolo volgare "joder", il portoghese "foder", e l'oscuro equivalente inglese di futter, coniato da Richard Francis Burton. Tuttavia, non è confermata l'origine latina della parola. Queste radici, anche se affini, non sono la parola originale indoeuropea per copulare, ma Wayland Young sostiene che esse derivano dall'indoeuropeo *bhu- o *bhug- ("essere", "diventare"), o come causativo "creare". Un possibile intermedio potrebbe essere un sostantivo verbale latino 4a declinazione * fūtus, con possibili significati compreso "atto di (pro) creazione". Tuttavia, il collegamento con il "futuere" è stato contestato: Anatoly Liberman lo definisce una "coincidenza" e scrive che non è probabile che sia stato preso in prestito dai precursori della lingua basso-tedesca per "scopare".

### False etimologie
Una delle ragioni per cui la parola fuck è così difficile da tracciare etimologicamente è che è stata usata molto più ampiamente nel linguaggio comune che in forme scritte facilmente rintracciabili. Ci sono diverse false etimologie e leggende metropolitane che postulano un'origine acronimica per la parola. Stando a quanto riporta il libro lessicografico The F-Word di Jesse Sheidlower, nessuno di questi acronimi è mai stato registrato prima degli anni sessanta del Novecento, e quindi sono acronimi inversi. In ogni caso, la parola è stata usata troppo a lungo perché alcune di queste presunte origini siano possibili. Un'altra leggenda metropolitana afferma che la parola "fuck" provenga dalla legge irlandese: se una coppia venisse sorpresa a commettere adulterio, sarebbe punita "per illecita conoscenza carnale nel nudo", con "FUCKIN" scritto sopra la gogna a cui erano imprigionati per denotare il crimine.
Una variante simile a questa teoria implica la registrazione da parte dei chierici del crimine di "uso proibito della conoscenza carnale". Un'altra teoria è quella di un permesso reale: durante la peste nera nel Medioevo, le città cercavano di controllare le popolazioni e le loro interazioni. Poiché le risorse incontaminate erano scarse, molte città richiedevano il permesso di avere figli. Di conseguenza, le coppie che stavano avendo figli dovevano ottenere prima il permesso reale (di solito da un magistrato locale o signore) e poi mettere un segno in qualche posto visibile dalla strada nella loro casa che recitava "Fornicating Under Consent of King" (Fornicazione sotto consenso del re) che è stato successivamente abbreviato in "FUCK". Questa storia è difficile da documentare, ma persiste da molti anni nelle tradizioni orali e letterarie; tuttavia, è stato dimostrato che si tratta di una leggenda metropolitana.
Una diversa falsa etimologia, resa popolare per la prima volta nel programma radiofonico statunitense Car Talk, afferma che la frase "fuck you" derivi da "pluck yew" (traducibile in "tirare il - legno di - tasso", un materiale usato per molti anni per costruire gli archi lunghi): termine correlato al gesto di mettere le dita a V. Secondo questa interpretazione (rivelatasi errata), agli arcieri inglesi che venivano catturati dai francesi venivano tagliati l'indice e il dito medio, e non erano quindi più in grado di utilizzare l'arco. Pertanto, in segno di rivalsa, quando gli arcieri inglesi vincevano le loro battaglie contro i francesi, facevano ad essi il gesto a "V" in segno di vittoria, dichiarando quindi che potevano ancora "tirare il tasso" (pluck yew), una frase che si sarebbe evoluta in fuck you.